# Андраде Лима, Кайо Сезар
Ка́йо Се́зар Андра́де Ли́ма (порт.-браз. Kaio César Andrade Lima; род. 15 февраля 2004, Масейо) — бразильский футболист, нападающий клуба «Аль-Хиляль».

## Клубная карьера
Сезар — воспитанник клуба «Коритиба». 19 января 2023 года в матче Лиги Паранаэнсе против «Фож де Игуасу» Кайо дебютировал за основной состав последнего. 29 января в поединке против «Азуриз» Кайо забил свой первый гол за «Коритибу». 16 апреля в матче против «Фламенго» он дебютировал в бразильской Серии A.

## Международная карьера
В 2023 году в составе олимпийской сборной Бразилии Сезар принял участие в домашних Панамериканских играх. На турнире он сыграл в матчах против команд США, Колумбии, Гондураса, Мексики и Чили. 

## Достижения
Международные
 Бразилия (до 23)
- Победитель Панамериканских игр — 2023